# Marius Lăcătuș
Marius Mihai Lăcătuș (ur. 5 kwietnia 1964 r. w Braszowie) – trener piłkarski i były rumuński piłkarz występujący na pozycji ofensywnego pomocnika lub napastnika.

## Kariera sportowa
Obecnie trener Steauy Bukareszt. Jest wychowankiem klubu FC Brașov. Od 1983 do 1990 roku był zawodnikiem Steauy Bukareszt, z którą w tym czasie pięciokrotnie zdobył mistrzostwo kraju, ponadto triumfował w Pucharze Mistrzów oraz Superpucharze Europy, i awansował do półfinału i - ponownie - do finału Pucharu Mistrzów. Z reprezentacją Rumunii, w której barwach rozegrał 84 mecze, brał udział w dwu turniejach o mistrzostwo świata. Był jednym z najskuteczniejszych i najbardziej rozpoznawalnych piłkarzy Steauy. Powrócił do niej w 1993 roku i przez kolejnych siedem lat pełnił funkcję kapitana. W międzyczasie grał w AC Fiorentinie i Realu Oviedo.
Po zakończeniu piłkarskiej kariery w 2000 roku rozpoczął pracę szkoleniową. Prowadził kilka klubów z rumuńskiej ekstraklasy, a w 2005 roku został prezesem Steauy Bukareszt. Szybko jednak zrezygnował z tego zajęcia. Po rocznej przygodzie w UT Arad, w październiku 2007 roku zastąpił Massimo Pedrazziniego na stanowisku pierwszego trenera Steauy.

## Sukcesy piłkarskie
- mistrzostwo Rumunii 1985, 1986, 1987, 1988, 1989, 1994, 1995, 1996, 1997 i 1998, Puchar Rumunii 1985, 1987, 1988, 1989, 1996, 1997 i 1999, Superpuchar Rumunii 1994, 1995 i 1998, Puchar Mistrzów 1986, Superpuchar Europy 1987, półfinał Pucharu Mistrzów 1988 oraz finał Pucharu Mistrzów 1989 ze Steauą Bukareszt

W Divizii A rozegrał 414 meczów i strzelił 103 gole.
 W Serie A rozegrał 21 meczów i strzelił 3 gole.
 W Primera División rozegrał 51 meczów i strzelił 7 goli.
W reprezentacji Rumunii od 1984 do 1998 rozegrał 84 mecze i strzelił 13 goli - uczestnik Mundialu 1990 (faza grupowa), Euro 1996 (faza grupowa) i Mundialu 1998 (1/8 finału).